# 프로덕션 아임즈
주식회사 프로덕션 아임즈(일본어: 株式会社プロダクションアイムズ 가부기키가이샤 푸로다쿠숀 아이무즈[*], 영어: Production IMS Co.,Ltd.)는 과거에 존재했던 일본의 애니메이션 제작 회사이다.

## 역사
AIC에서 《하늘의 유실물》 시리즈, 《나는 친구가 적다》 시리즈. 《데이트 어 라이브》, 《내 여동생이 이렇게 귀여울 리가 없어》 등 프로듀서를 지낸 마츠자키 요시유키와 오우기 지유, 그리고 AIC Spirits의 스태프들이 중심이 되어 2013년 2월 14일에 설립했다.
2013년 《무시부교》과 《판타지스타 돌》 등 타사의 하청 제작을 거치고, 2014년에는 첫 원청 작품으로서 《이나리, 콩콩, 사랑의 첫걸음》을 제작하기에 이르렀다.
그러나 매출이 둔화되고, 제작 비용과 하청 업체에 지급이 늘어나는 등 자금 사정이 악화하고, 스튜디오의 일부 감축 등 구조 조정을 추진했지만 한계에 이르면서, 2018년 6월 7일 변호사에 채무 정리를 일임하기로 결정했다. 그 해 9월 21일 도쿄 지방 법원에 파산을 신청했고, 그 해 10월 3일 도쿄 지방 법원에서 파산 절차 개시 결정을 받았다. 부채 총액은 약 2억 5000만 엔이다. 2020년 9월 23일 법인격이 소멸했다.

## 작품

### TV 애니메이션
- 이나리, 콩콩, 사랑의 첫걸음 (2014년)
- 데이트 어 라이브 2기 (2014년)
- 저, 트윈 테일이 됩니다 (2014년)
- 새 여동생 마왕의 계약자 (2015년)
- 성 아랫마을의 단델리온 (2015년)
- 새 여동생 마왕의 계약자 BURST (2015년)
- 액티브 레이드 -기동강습실 제8계- (2016년)
- 헌드레드 (2016년)
- 하이 스쿨 플릿 (2016년)
- 액티브 레이드 -기동강습실 제8계- 2nd (2016년)
- 마장학원 H×H (2016년)
- 벚꽃의 맹세 ~마로니☆에 옐~ 동쪽의 아스카 시모츠케시를 옐! (2018년)
- 집에서 한잔 (2018년)

### 극장판 애니메이션
- 하늘의 유실물 FINAL 영원한 나의 새장 (2014년)
- 극장판 데이트 어 라이브: 마유리 저지먼트 (2015년)

### OVA
- 하이 스쿨 플릿 (2017년)
- 새 여동생 마왕의 계약자 DEPARTURES (2018년)